# Athyrium contingens
Athyrium contingens är en majbräkenväxtart som beskrevs av Ren-Chang Ching och S. K. Wu. Athyrium contingens ingår i släktet Athyrium och familjen Athyriaceae. Inga underarter finns listade.